# シャドウ オブ ローマ
『シャドウ オブ ローマ』（SHADOW OF ROME）は、カプコンが発売したアクションアドベンチャーゲーム。古代ローマを舞台にシーザー暗殺の真相を巡って二人の主人公が奮闘する。

## ストーリー
紀元前44年の3月15日に、ローマの英雄ジュリアス・シーザーが暗殺された。戦地に赴いていた主人公・アグリッパはその知らせを聞きすぐさまローマに帰還する。しかし、シーザー暗殺の犯人として捕らえられていたのは自身の父ウェスニウスであった。

## システム
アグリッパを操作する『戦闘パート』と、オクタビアヌスを操作する『潜入パート』を交互にプレイすることでゲームが進む。『戦闘パート』では主に剣闘士として観客の前で闘い、観客が喜ぶ『サルボプレイ』を行うことで観客席からアイテムや武器などが投げ込まれる。闘技には殲滅戦のほかにチーム戦や戦車レースなども用意されている。『潜入パート』ではステージに用意されたアイテムなどを使って警備兵を気絶させたり気をひいて移動させるなどして目的を果たす。変装も可能で、衣装の種類には様々なものがある。
なお、海外版と日本版では仕様変更による違いがあり、海外版では首や手足を切断するなど残酷な欠損表現があることに加え、この欠損部分を武器としても使用することができる。一方、日本版では欠損表現もなく、死体はしばらくすると消える。

## 登場人物
アグリッパ
声 - リック・ワイズ
主人公。百人隊長をつとめる若き戦士。シーザー暗殺の犯人とされた父親を救うために剣闘士となる。
オクタビアヌス
声 - スコット・メンヴィル
アグリッパの親友で、もう一人の主人公。シーザーは大叔父にあたる。尊敬していたシーザーの死の真相を探り、ウェスニウスの無実を証明するため密かに活動をはじめる。
クラウディア
声 - Nicole Balick
自由剣闘士の女性。アグリッパに剣闘士になるよう勧める。
セクストス
声 - ロジャー・ローズ
剣闘士団を経営している興行師。クラウディアの兄。
キケロ
声 - ピーター・レナデイ
アグリッパの父、ウェスニウスをシーザー暗殺犯として告発した元老院の高官。
アントニウス
声 - クリス・コックス
シーザーの右腕だった男。彼の死後、後継者に選ばれる。
マエケナス
声 - ラリー・シーダー
アントニウスの秘書官。元はシーザーの側近。大剣闘会を開き、ウェスニウスの処刑をその優勝者に執行させるという提案をした。
パンサ
声 - ジャック・エンジェル
オクタビアヌスの協力者となる老人。
ウェスニウス
声 - ダニエル・リオーダン
アグリッパの父親。シーザーが殺害されているのを発見したところ、暗殺犯として捕らえられる。
ジュリアス・シーザー
声 - マイケル・ベル
ローマ最大の英雄。死に際に「ブルータス」という名前を遺す。

## スタッフ
- プロデュース:稲船敬二

## 開発
カプコンの小野義徳はのちのインタビューの中で、最近カプコンの中で日本のゲームが海外で負けるという考えが出ており、海外製の面白いゲームもたくさん来ていたため、海外専用で勝てるタイトルを作ろうと考えのがきっかけだったと振り返っている。
また、2000年公開の映画『グラディエーター』がアカデミー賞を受賞していたことから、小野は古代ローマの歴史を題材にしたと、任天堂のインタビュー企画「社長が訊く」の中で説明している。

## 反響
小野はのちのインタビューの中で、本作があまり売れなかったことを認めており、その理由として、自分の信じる限りの物だけで作ったのが原因だったと述べている。
小野は「社長が訊く」の中で、アメリカ人だけでなく、イタリアの人々も古代ローマ帝国への関心が薄い上、塩野七生のように古代ローマ史を紹介してくれる者もいないため、「有名なローマ帝国の歴史ならヒットするだろう」という考え自体、これらの地域への理解が十分ではなかったと振り返っている。その反省は、本作の開発チームが手掛けた『デッドライジング』や小野がのちにディレクターを務めた『ストリートファイターIV』などに生かされることとなった。
一方で、ゲーム専門ニュースサイト「インサイド」の真ゲマのように、本作を隠れた名作として挙げる者もいる。